# الأسعد بن عصمان
الأسعد بن عصمان هو سياسي تونسي، ولد في 1926 وتوفي في 20 مارس 2015 في تونس العاصمة ودفن في مقبرة الجلاز.
تحصل على ديبلوم من المدرسة العليا للمناجم بباريس وقد بدا حياته المهنية سنة 1949 بالإدارة العامة للأشغال العمومية. تقلد العددي من المناصب السياسية في تونس.